# Lamine Traoré
Lamine Traoré (Zainalé, 10 giugno 1982) è un ex calciatore burkinabé, di ruolo difensore.

## Caratteristiche tecniche
Era un difensore centrale.

## Carriera

### Nazionale
Ha debuttato in Nazionale il 13 gennaio 2001, in Burkina Faso-Angola (1-0). Ha partecipato, con la Nazionale, alla Coppa d'Africa 2004. Ha collezionato in totale, con la maglia della Nazionale, 17 presenze.

## Palmarès

### Club

#### Competizioni nazionali
- Campionato belga di calcio: 3

Anderlecht: 2000-2001, 2003-2004, 2005-2006